# Abadiño
Abadiño (spanisch Abadiano) ist ein Dorf und ein Municipio in der spanischen Provinz Bizkaia der Autonomen Gemeinschaft Baskenland in der Comarca Durangaldea (Duranguesado). Abadiño hat 7.742 Einwohner (Stand: 2024), die mehrheitlich baskischsprachig sind.
Die Gemeinde besteht neben Abadiño-Zelaieta aus den Ortschaften Gaztelua, Gerediaga, Mendiola mit Sagasta, Muntsaratz mit Irazola, Traña-Matiena mit Astola und Murueta sowie Urkiola mit Amaitermin.

## Lage
Abadiño liegt etwa 28 Kilometer südöstlich von Bilbao in einer Höhe von ca. 145 m. Durch die Gemeinde führt die Autopista AP-8
Im Süden liegt der Naturpark Urkiola (baskisch Urkiolako natura parkea; spanisch parque natural de Urkiola), der durch Auswirkungen des Bergbaus beeinträchtigt wird.

## Einwohnerentwicklung
| 1900 | 1910 | 1920 | 1930 | 1940 | 1950 | 1960 | 1970 | 1981 | 1991 | 2001 | 2011 | 2021 |
| ---- | ---- | ---- | ---- | ---- | ---- | ---- | ---- | ---- | ---- | ---- | ---- | ---- |
| 1936 | 1961 | 2041 | 2152 | 2198 | 2398 | 2776 | 4066 | 6511 | 7070 | 6841 | 7312 | 7618 |

## Wirtschaft
Die Gesteinsschichten der Sierras Anboto und Aramotz enthalten reichhaltige Erz-Lagerstätten und beförderten den Bergbau. Abgebaut wird unter anderem Eisen, aber auch Ocker, Graphit und Marmor.

## Sehenswürdigkeiten

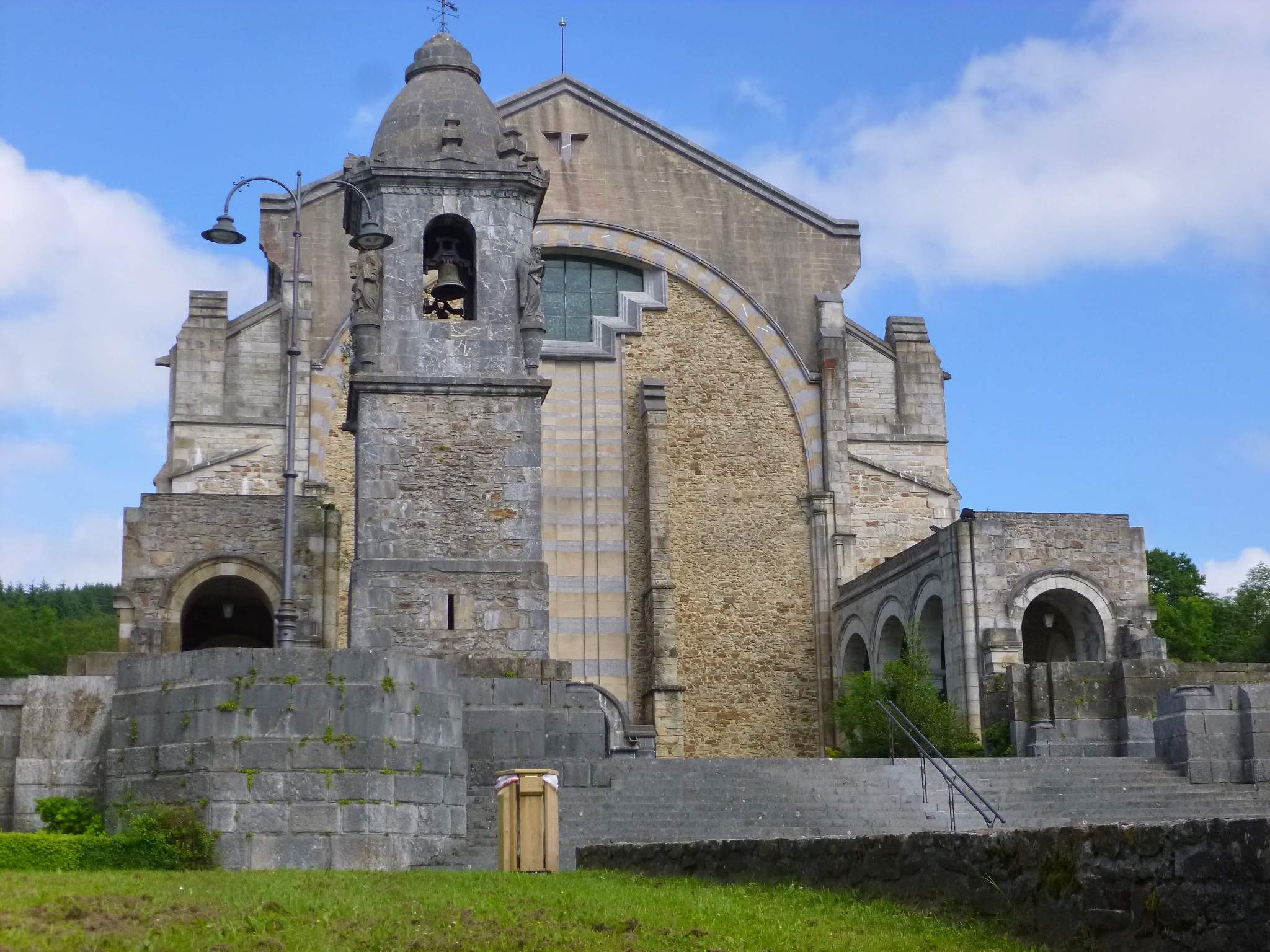
Wallfahrtskirche von Urkiola
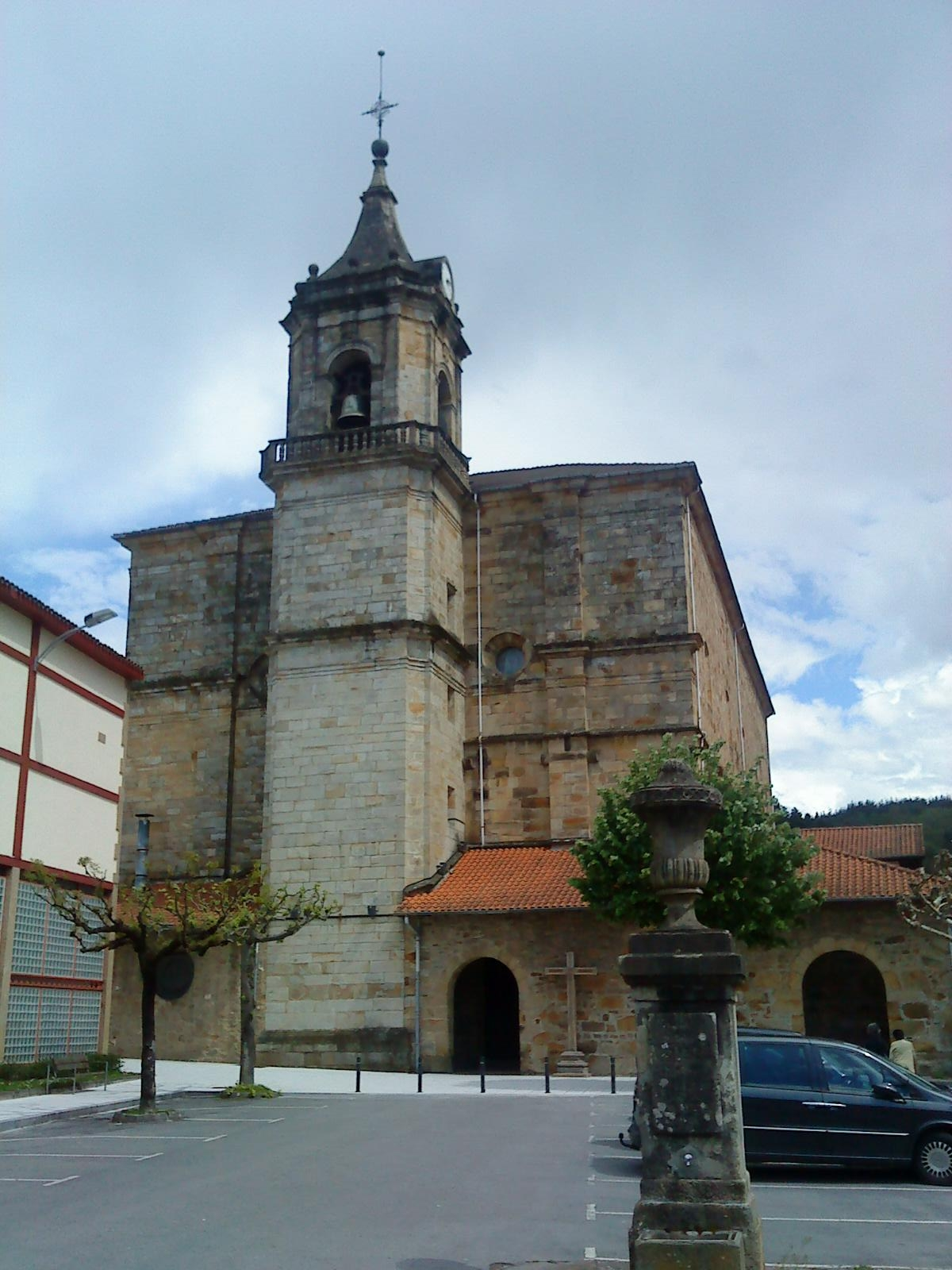
Torquatuskirche in Abadiño
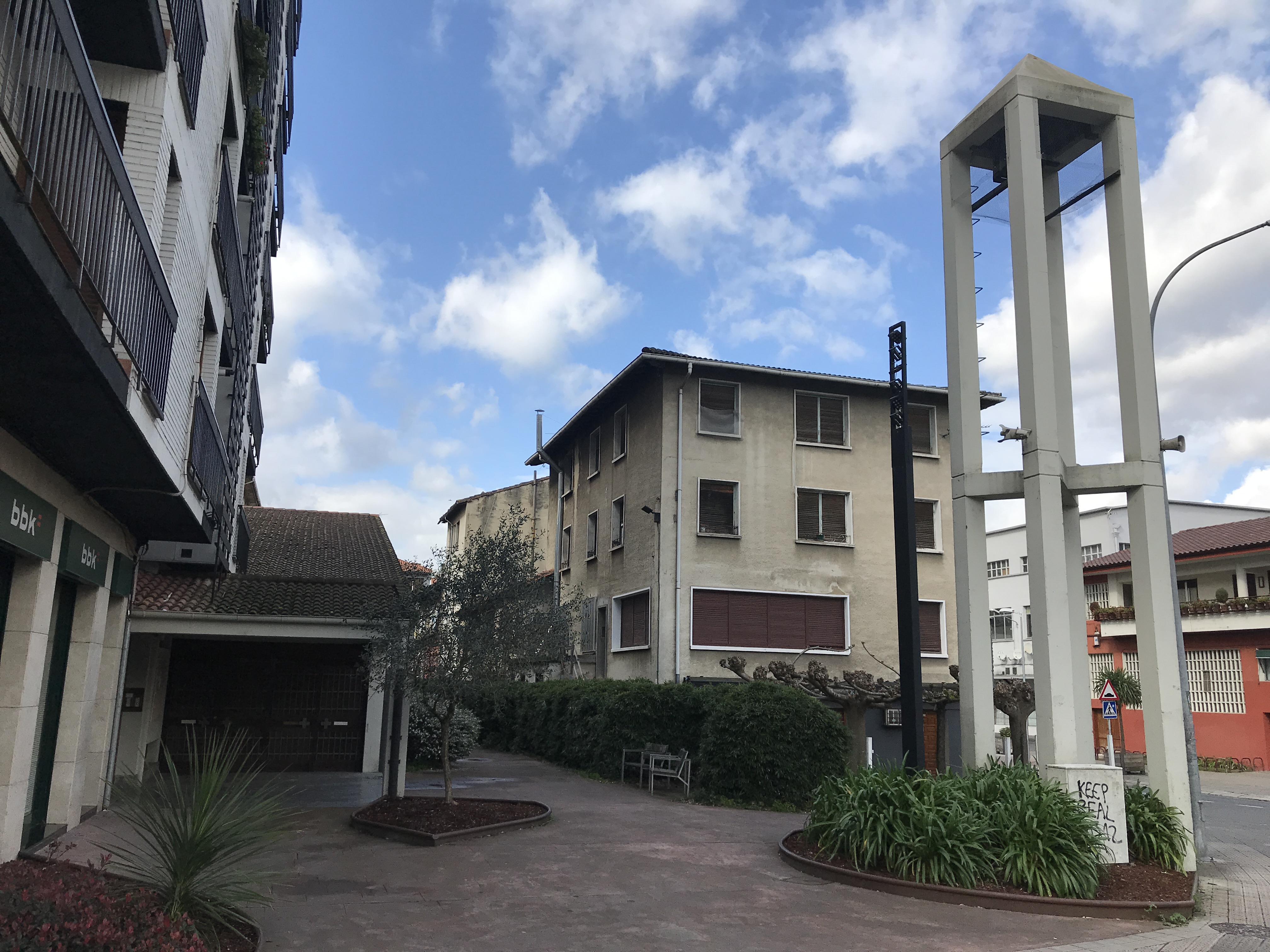
Prudentiuskirche
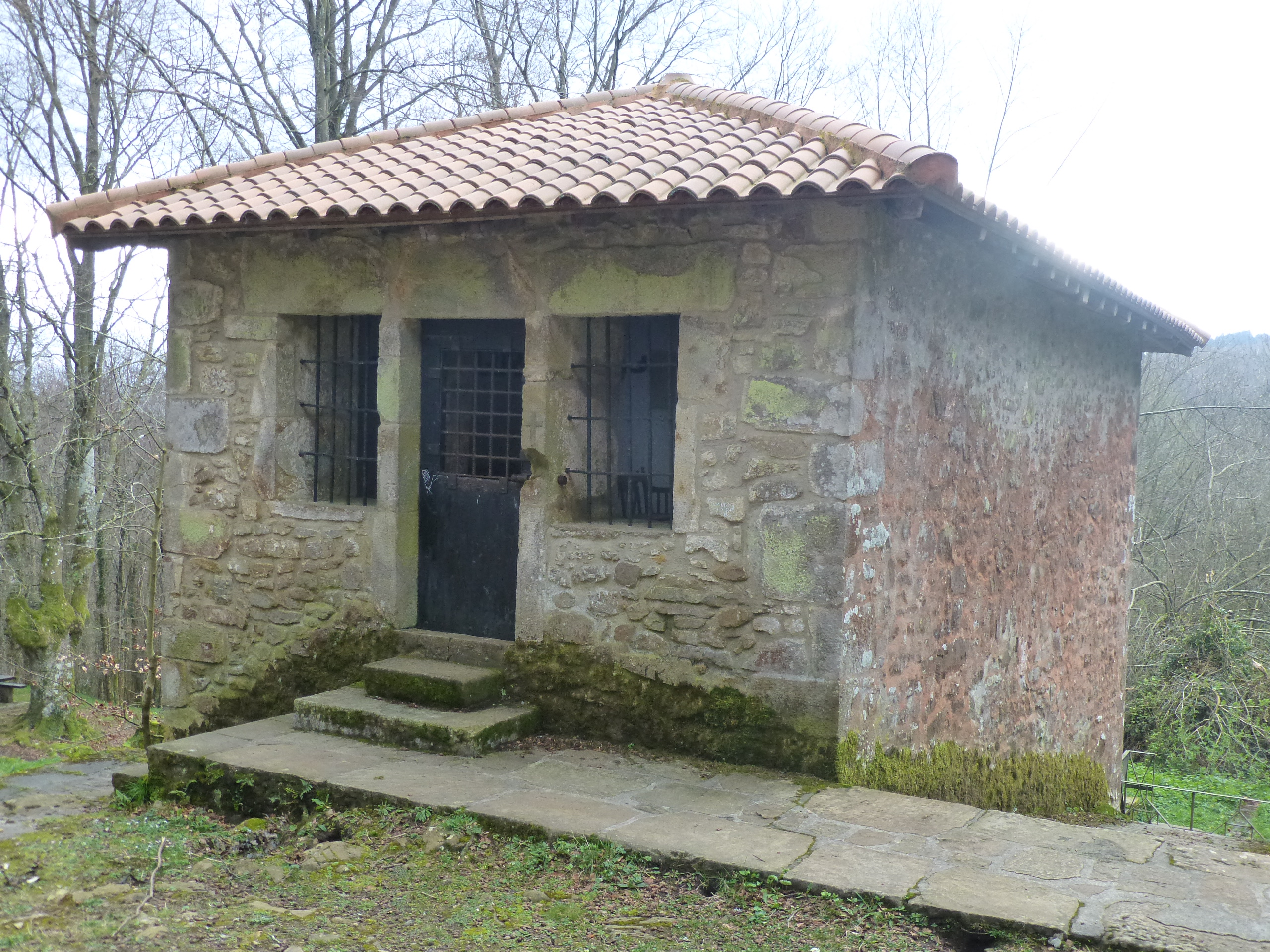
Kapelle Santa Apolonia
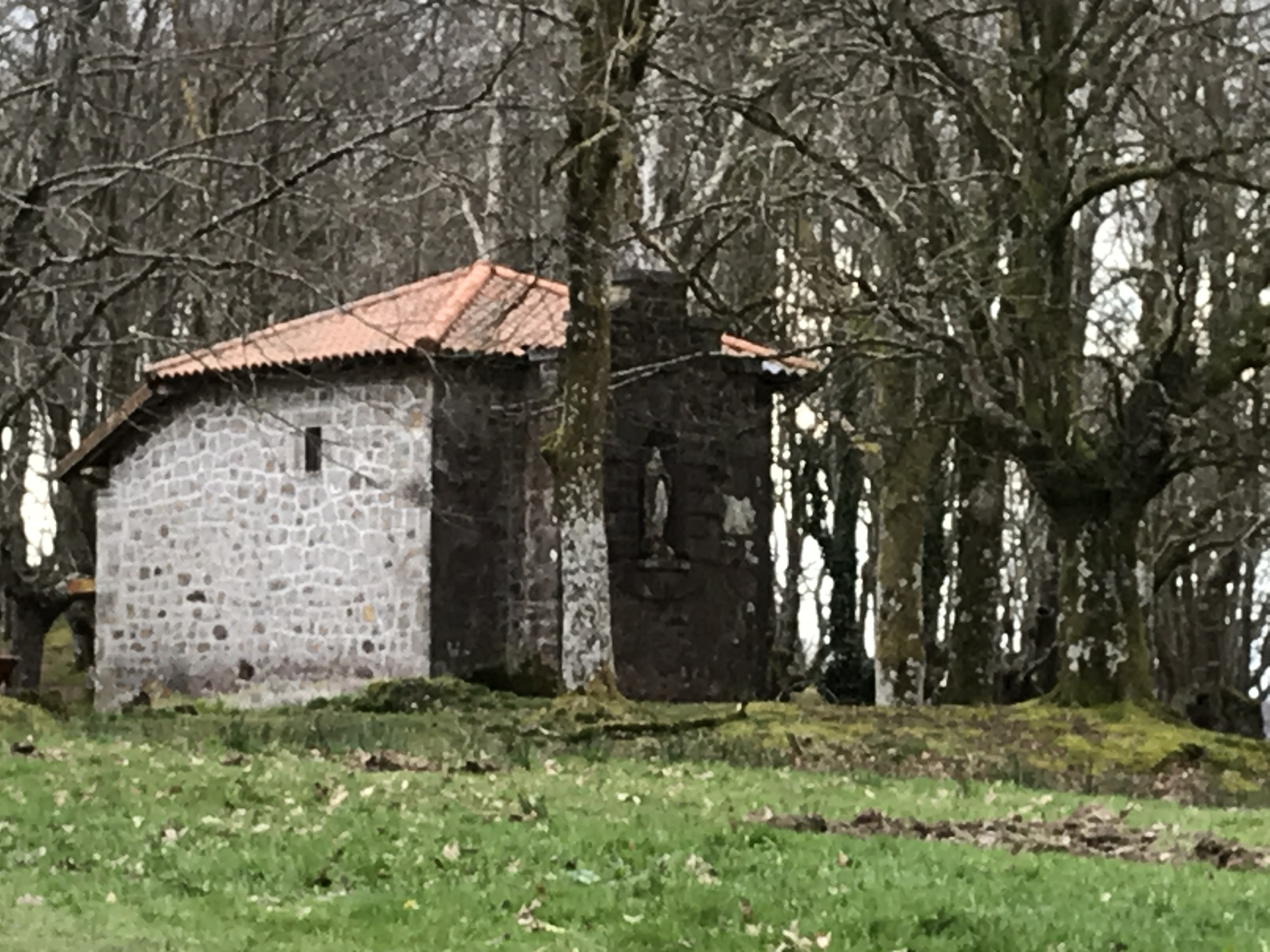
Christuskapelle in Urkiola
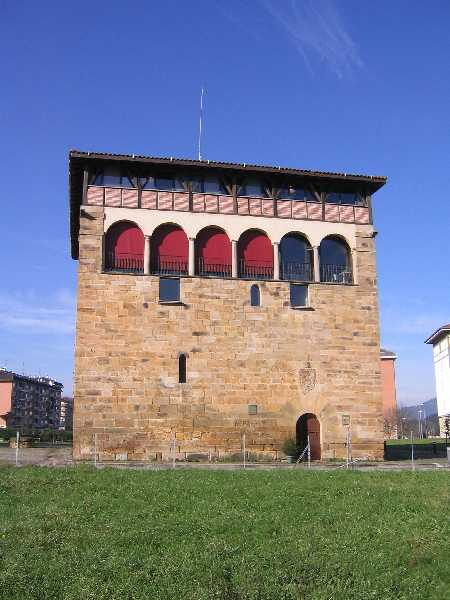
Turm von Muntsaratz
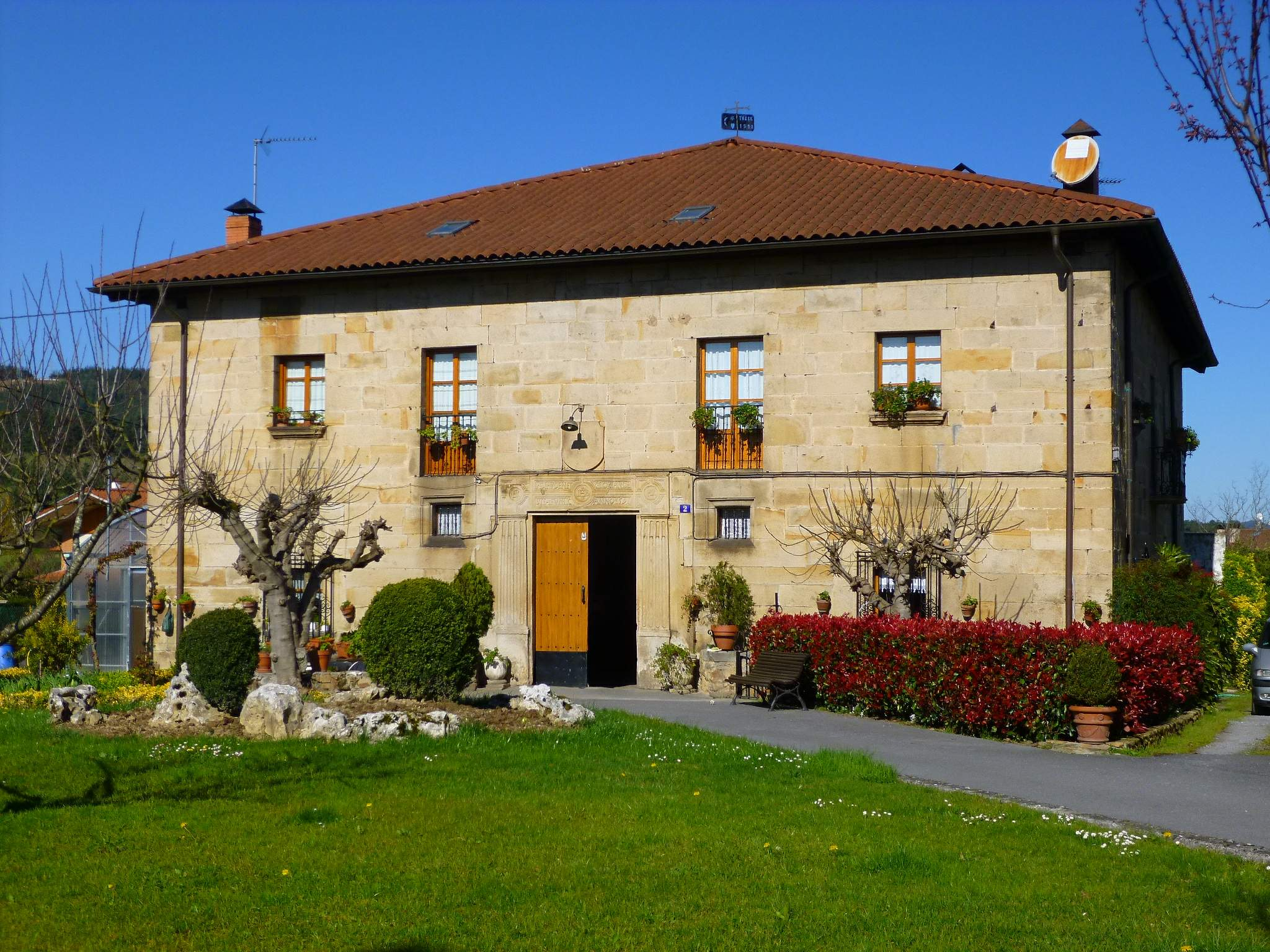
Palacio Barriona
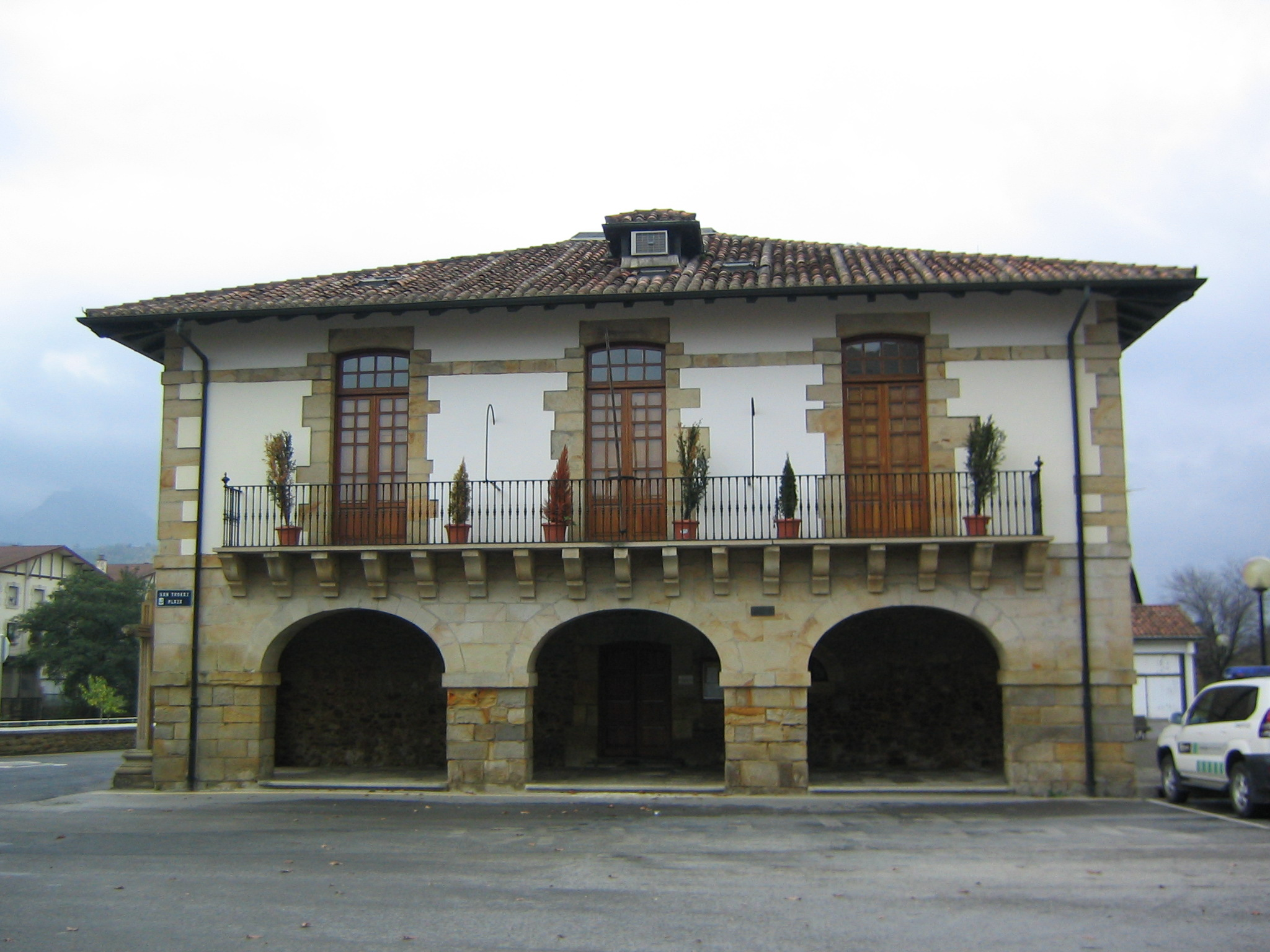
Rathaus

- Wallfahrtskirche von Urkiola
- Torquatuskirche
- Prudentiuskirche
- Kapelle Santa Apolonia
- Christuskapelle
- Turm von Muntsaratz
- Palacio Barriona
- Rathaus

## Persönlichkeiten
- Martín de Beratúa (Lebensdaten im 18. Jahrhundert), Architekt
- Luis María Unamuno e Irigoyen (1873–1943), Botaniker (Kürzel Unamuno)
- Zacarías de Vizcarra y Arana (1880–1963), Weihbischof von Toledo und Bischof von Eressus
- Francisco Elorriaga (* 1947), Radrennfahrer
- Miren Gorrotxategi (* 1967), Juraprofessorin und Politikerin
- Mikel Zarrabeitia (* 1970), Radrennfahrer
- David Etxebarria (* 1973), Radrennfahrer
- Egoitz Jaio (* 1980), Fußballspieler
- Eneritz Iturriaga (* 1980), Radrennfahrerin
- Ustaritz Aldekoaotalora (* 1983), Fußballspieler
- Ander Iturraspe (* 1989), Fußballspieler
- Lander Olaetxea (* 1993), Fußballspieler
- Gorka Iturraspe (* 1994), Fußballspieler
- Iker Unzueta (* 1998), Fußballspieler